# Glenea venenata
Glenea venenata är en skalbaggsart som beskrevs av Francis Polkinghorne Pascoe 1867. Glenea venenata ingår i släktet Glenea och familjen långhorningar. Inga underarter finns listade i Catalogue of Life.